# گویی دم‌سیاه
گویی دم‌سیاه (نام علمی: Akko brevis) نام یک گونه از تیره گاوماهیان است.